# Austrophorocera heros
Austrophorocera heros är en tvåvingeart som först beskrevs av Ignaz Rudolph Schiner 1868.  Austrophorocera heros ingår i släktet Austrophorocera och familjen parasitflugor. Inga underarter finns listade i Catalogue of Life.